# Глазгоу (бронепалубен крайцер)
Глазгоу (на английски: HMS Glasgow) e британски бронепалубен крайцер от типа „Бристъл“. Това е шестият кораб на Кралския флот, който носи това име.

## История на службата
В началото на Първата световна война патрулира близо до крайбрежието на Южна Америка. На 16 август 1914 г. пленява германския търговски кораб Catherina.

### Сражението при Коронел
На 1 ноември 1914 г. в състава на ескадрата на Кредок взема участие в сражението при Коронел. Британската ескадра (броненосните крайцери HMS Good Hope и HMS Monmouth, HMS Glasgow, спомагателния крайцер HMS Otranto) влиза в бой с германската ескадра на граф Максимилиан фон Шпее. Британците губят два броненосни крайцера. Glasgow и Otranto успяват да се оттеглят.

### Фолкландския бой
На 8 декември 1914 г. крайцера, включен в състава на силно британско съединение, отново се среща с корабите на фон Шпее. В хода на разигралото се сражение немците губят два броненосни и два леки крайцера. Успява да избяга само крайцерът „Дрезден“ и един болничен кораб.

### Потопяването на „Дрезден“
На 14 март 1915 г. Glasgow заедно с крайцера HMS Kent блокира Dresden в залива на остров Робинзон Крузо. След кратка престрелка немският крайцер, практически без гориво и боеприпаси, вдига белия флаг и изпраща лейтенант Вилхелм Канарис в качество на парламентьор. Паузата, в която се водят преговорите, позволява на екипажа да напусне кораба. В 11 часа отново е издигнат стенговия флаг, отворени са кингстоните и в 11:15 крайцерът потъва. Малко след това един от матросите на Glasgow чува прасешко квичене, чуващо се от водата. Британските моряци приютяват каченото на борда прасе, което се намира на борда на германския крайцер. Животното получава прякора „Тирпиц“ – в насмешка над знаменития германски адмирал Алфред фон Тирпиц.

### 1915 – 1918
В 1915 г. крайцерът служи в Средиземно море. През 1917 г. е включен в състава на 8-а ескадра леки крайцери, действала в Адриатика. В началото на 1917 г. съвместно с HMS Amethyst патрулира крайбрежието на Бразилия.

### След войната
За кратко време служи като учебен кораб за огняри. През 1922 г. е продаден. Утилизиран е през 1927 г.